# Regency Television
Regency Television – amerykańska wytwórnia telewizyjna będąca częścią wytwórni filmowej Regency Enterprises.

## Historia
Wytwórnia została założona w 1998 roku jako spółka joint venture pomiędzy Regency Enterprises i Fox Television Studios, wyprodukowała najbardziej znane seriale takie jak dramat sci-fi The WB / UPN Roswell: W kręgu tajemnic oraz sitcomy FOX Zwariowany świat Malcolma i The Bernie Mac Show.
Wytwórnia została zamknięta 17 lipca 2008 roku, tym samym kończąc cała produkcję i swoją działalność po ponad dziesięciu latach. 17 stycznia 2011 roku New Regency powróciła do działalności telewizyjnej, po tym jak 20th Century Fox rozszerzyła swoją działalność dystrybucyjną z Regency do 2022 roku.
20 lutego 2019 roku New Regency uruchomiła międzynarodowy oddział telewizyjny.
The Walt Disney Company odziedziczyła udziały Foxa w Regency Television po przejęciu przez Disneya aktywów 21st Century Fox w dniu 20 marca 2019 roku.

## Produkcja telewizyjna
- Roswell: W kręgu tajemnic (1999–2002)
- Ryan Caulfield: Year One (1999)
- Zwariowany świat Malcolma (2000–2006)
- Tucker (2000–2001)
- FreakyLinks (2000–2001)
- The Education of Max Bickford (2001–2002)
- UC: Undercover (2001–2002)
- The Bernie Mac Show (2001–2006)
- Cedric the Entertainer Presents (2002–2003)
- John Doe (2002–2003)
- Platinum – świat hip-hopu (2003)
- Wonderfalls (2004)
- Method & Red (2004)
- Listen Up! (2004–2005)
- Nowe życie Fran (2005–2006)
- Instynkt mordercy (2005)
- Thief (2006)
- Detektyw Amsterdam (2008)
- The Return of Jezebel James (2008)